# Zé da Ponte
José João dos Santos Águas Pontes (7 de fevereiro de 1954 – 29 de janeiro de 2015 (60 anos)), mais conhecido como Zé da Ponte ou José da Ponte, foi um baixista, compositor e produtor musical português.

## Biografia
Em 1976 participou no disco Homo Sapiens do projecto Saga, de José Luis Tinoco.
Conheceu Luís Pedro Fonseca quando este entrou para a Movieplay. Mais tarde fundaram uma empresa especializada em publicidade e produção de discos, tendo gravado muitos jingles.  Colaboraram nos Dia d'água, e, com Lena d'Água, lançaram também um disco de adivinhas feitas em parceria com Maria João Duarte . 
Em Setembro de 1980, com Luis Pedro Fonseca (teclas) e Lena d'Água (voz), é formado o grupo Salada de Frutas. Com a inclusão dos músicos convidados, Guilherme Inês (bateria) e Moz Carrapa (guitarra) e Rui Cardoso gravam o álbum Sem Açucar. Não dão muitos concertos mas Zé da Ponte e Guilherme Inês entram para a banda. Em 1981 é editado o single "Robot" que se torna um enorme sucesso.
Em 1985, com Guilherme Inês, fundam os estúdios Namouche onde produziram nomes conhecidos como Dora e Dulce Pontes. Também formaram o grupo Zoom com a cantora Formiga.
Foi co-autor de Não Sejas Mau P'ra Mim canção vencedora do Festival RTP da Canção de 1986, interpretado por Dora e que representou Portugal no Festival Eurovisão da Canção, o mesmo acontecendo no ano de 1991 com a canção Lusitana Paixão interpretado por Dulce Pontes.
Nesse ano, criou dois Hinos para o Canal1 da RTP em 1991, "Somos o Primeiro" e "O primeiro", éste último, hino comemorativo dos 35 anos da Radiotelevisão Portuguesa.
Um ano mais tarde, em outubro de 1992, criou um hino para a nova televisão privada que iria a nascer: a SiC.
Na qualidade de baixista e/ou produtor participou em diversos trabalhos de artistas consagrados tais como, Pedro Barroso (Antologias), Jorge Palma (Bairro do Amor) e António Variações (Anjo da Guarda).
Durante alguns anos trabalhou na editora Strauss tendo lançado discos pela etiqueta Evolution da Strauss. Também participou como produtor e membro do júri no programa Operação Triunfo da RTP. Também fundou os estúdios Atelier do Som.
Em 2003 é lançado o musical "In Love", da autoria de Alexandre Honrado e Zé da Ponte . 
Em 2005 é um dos autores, com Ernesto Leite e Alexandre Honrado, da canção "Amar" que os 2B, Rui Drummond e Luciana Abreu, levaram ao Festival da Eurovisão de 2005.  É também um dos autores da canção da campanha de 2006 do Pirilampo Mágico.
Em 2007, a RTP comemorava 50 anos, e criou o 2° hino institucional: "O primeiro olhar"
Em 2012, quando a SiC completava 20 anos, criou o hino de aniversario, denominado "SIC 20 Anos".
Era um dos administradores da Sociedade Portuguesa de Autores. Faleceu a 29 de Janeiro de 2015.